# Rue du Huit-Mai-1945 (Toulouse)
Pour les articles homonymes, voir Rue du Huit-Mai-1945 et Rue du 8-Mai-1945.
La rue du Huit-Mai-1945 (en occitan : carrièra del Uèch de Mai de 1945) est une voie de Toulouse, chef-lieu de la région Occitanie, dans le Midi de la France.

## Situation et accès

### Description
La rue du Huit-Mai-1945 est une voie publique. Elle se trouve dans le quartier Saint-Étienne, dans le secteur 1 - Centre. Elle est longue de 78 mètres.
La chaussée compte une voie de circulation automobile dans chaque sens. Elle est définie comme une zone de rencontre et la vitesse y est limitée à 20 km/h. Il existe une bande cyclable qui va de la rue Jules-de-Rességuier au square Boulingrin.

### Voies rencontrées
La rue du Huit-Mai-1945 rencontre les voies suivantes, dans l'ordre des numéros croissants (« g » indique que la rue se situe à gauche, « d » à droite) :
1. Square Boulingrin
2. Rue Jules-de-Rességuier (g)
3. Place Montoulieu

## Odonymie
La rue est nommée en mémoire du 8 mai 1945, jour de la capitulation de l'Allemagne nazie et de la victoire des Alliés en Europe, marquant la fin de la Seconde Guerre mondiale dans cette partie du monde. Elle ne doit pas être confondue avec une voie qui porte le même nom, la place du Huit-Mai-1945, dans le quartier de Lafourguette.
La rue a porté, à son origine, le nom de rue de la Porte-Montoulieu puis, à partir du milieu du XIXe siècle, après la démolition de la porte, de la Place-Montoulieu ou, plus simplement d'avenue Montoulieu. Ces appellations rappellent l'existence d'une ancienne porte de l'enceinte médiévale, la porte Montoulieu, détruite en 1826 : le nom s'en est conservé pour la place à laquelle aboutit la rue du Huit-Mai-1945, la place Montoulieu, ainsi que pour deux rues voisines, les rues Montoulieu-Saint-Jacques et Montoulieu-Vélane.

## Histoire
La rue est aménagée entre 1751 et 1752, dans le cadre de l'aménagement de l'Esplanade (actuel Boulingrin).

## Patrimoine et lieux d'intérêt

### Jardin Royal
- Grand Rond